# همکاری

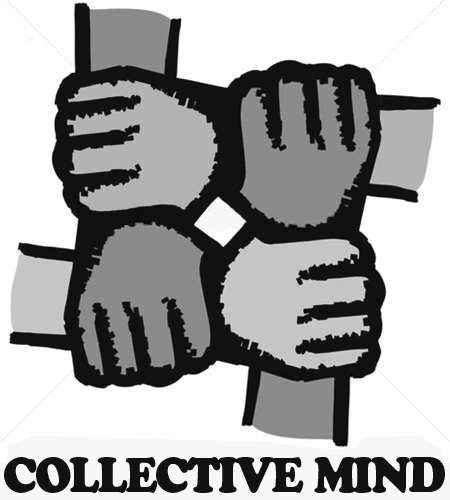
نماد همکاری

همکاری فرایند و کُنشِ گروه‌هایی از جانداران است که با هم برای منافع مشترک، متقابل یا برخی از منافع زیربنایی، کار یا عمل می‌کنند؛ گفته می‌شود. همکاری، نقطهٔ مقابلِ کار کردن برایِ منافع شخصی است. بسیاری از گونه هایِ گیاهی و جانوری با اعضای دیگرِ گونهٔ خود و گونه‌های دیگر، همکاری می‌کنند (همزیستی یا هم‌زیستی دوسویه).

## همکاری در جانوران
پارادایم کشیدن تعاونی یک طرح آزمایشی برای ارزشیابی شرایط دستیابی همکاری حیوانات است.

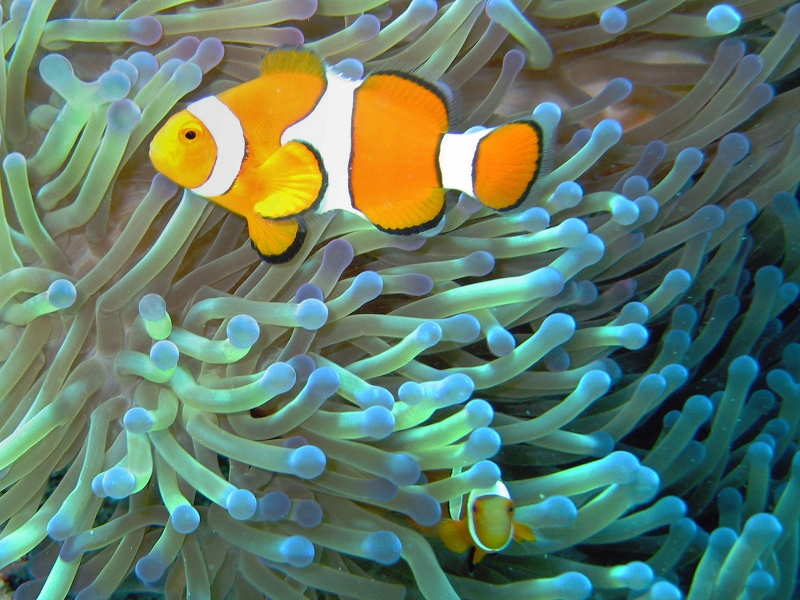
دلقک‌ماهی با یک گونه از شقایق دریایی همزیستی دارد. شقایق‌ها از دلقک‌ماهی‌ها در برابر شکارچیانی که نمی‌توانند نیش شاخک‌های شقایق دریایی را تحمل کنند، محافظت می‌کنند و در مقابل، دلقک ماهی‌ها از شقایق‌ها در برابر پروانه‌ماهی‌ها (که شقایق می‌خورند) دفاع می‌کنند.

## اصطلاح
اصطلاح همکاری را نخستین بار رابرت اوون انگلیسی در مقابل واژه رقابت Competition به کار برد. سپس صاحب نظران و مصلحان اجتماعی این کلمه را با مفاهیم و کارکردهای متفاوتی به کار بستند، تا جایی که مقوله نهضت همکاری Movment cooperation و حتی همکاری گرایی Cooperatisme در نظریه‌های اقتصادی – اجتماعی، جایگاه ویژه‌ای یافت.

## تاریخچه

### تاریخچه همکاری در جهان
به‌طور کلی تاریخچه تعاون در جهان را از نظر اقتصادی، به دو دوره تقسیم کرد: دوره اول از آغاز زندگی اجتماعی انسان شروع می‌شود و از قرن پانزدهم میلادی به تدریج تحول می‌پذیرد تا این که به شکل کنونی درمی آید.
دوره دوم با انقلاب صنعتی و انقلاب فرانسه، قرن هیجدهم میلادی شروع می‌شود که دارای تعریفی مخصوص به دوران خود است، بنابراین دوره اول را عصر تعاون اجتماعی و دوره دوم را عصر تعاون صنعتی یا علمی می‌نامند.

### تاریخچه همکاری در ایران
در مورد تاریخچه تعاون در ایران، آغاز همکاری رسمی در ایران را می‌توان به تصویب قانون تجارت ایران در سال ۱۳۰۳ خورشیدی دانست که موادی از این قانون به بحث در مورد تعاونی‌های تولید و مصرف پرداخته بود.
اما از لحاظ تشکیل و ثبت فعالیت تعاونی‌های رسمی می‌توان سال ۱۳۱۴ خورشیدی را آغاز فعالیت تعاونی‌ها در ایران دانست: زیرا در این سال توسط دولت اقدام به تشکیل نخستین شرکت همکاری روستایی در منطقه داور آباد گرمسار گردید.

### شرکت همکاری راچدیل
شرکت تعاونی راچدیل انگلستان در پی بروز بحران‌های ناشی از انقلاب صنعتی و حاکمیت سرمایه و سرمایه‌داری بر ارزش‌های انسانی، توسط ۲۸ نفر در سال ۱۸۴۴ میلادی تشکیل شد؛ که نظریه و روش‌های کار آن‌ها سرمشقی برای تشکیل شرکت‌های تعاونی در دنیا قرار گرفت و تا امروز در سراسر دنیا این اصول ارزش و اعتبار خود را حفظ کرده و بنام اصول مکتب شرکت‌های تعاونی راچدیل شناخته شده‌است.

### اتحادیه بین‌المللی همکاری
اتحادیه بین‌المللی تعاونInternational Cooperation Alliance
اتحادیه بین‌الملل تعاون ICAیک انجمن بین‌المللی است که انواع سازمان‌های همکاری را شامل می‌شود.
تشکیل اتحادیه بین‌المللی همکاری به صورت کنونی برای نخستین بار در سال ۱۸۶۶ توسط بلوز Belus فرانسوی پیشنهاد شد. این اتحادیه در ۱۸ اوت ۱۸۹۵. م و در کنگره بین‌المللی همکاری در لندن تأسیس گردید. اداره مرکزی این اتحادیه در شهر ژنو سویس واقع می‌باشد.
اتحادیه بین‌المللی همکاری در سی و یک مین کنگره خود که در سال ۱۹۹۵ در منچستر برگزار گردید، سازمان‌همکاری را این گونه تعریف کرده‌است:
«سازمان همکاری، اجتماع مستقل افرادی است که به منظور تأمین نیازها و اهداف مشترک اقتصادی، اجتماعی و فرهنگی خود از طریق اداره و نظارت دموکراتیک مؤسسه‌ای با مالکیت جمعی، با همدیگر به نحو اختیاری توافق نموده‌اند.»

#### اصول همکاری
اتحادیه بین‌المللی همکاری در سال ۱۹۹۵ با تصویب بیانیه جدید هویت همکاری مشتمل بر اصول اصلاح شده تعاون، یکصدمین سالگرد خود را برگزار نمود. این اصول عبارت‌اند از:
- عضویت داوطلبانه و آزاد.
- نظارت دموکراتیک اعضا.
- مشارکت اقتصادی اعضا.
- استقلال و عدم وابستگی.
- آموزش، تربیت و اطلاع‌رسانی.
- تعاون بین تعاونی‌ها.
- توجه ویژه به جامعه.

### اندیشمندان تعاون
- رابرت اوون
- کلودهانری سن سیمون
- فیلیپ بوشه
- ویلیام کینگ
- شارل فوریه
- لویی بلان
- فردریش ویلهلم رایفایزن
- هرمان شولتز دلیچ

### یادکرد
- طالب، مهدی، اصول و اندیشه‌های تعاونی، تهران، انتشارات دانشگاه تهران، ۱۳۷۶
- نامغ، پرویز، مدیریت تعاونیها، تهران، نشر آروین، ۱۳۷۷
- شیرانی، علیرضا، اقتصاد تعاون، تهران، سازمان مرکزی تعاون، ۱۳۶۸
- سلیم، غلامرضا، اصول مدیریت تعاونیها، تهران، انتشارات دانشگاه پیام نور، ۱۳۷۱
- نظام شهیدی، مهران‌دخت، اصول مدیریت تعاونیها، تهران، ناشر روشنگران نصر، ۱۳۸۰
- آشنایی مدیران با قوانین و مقرارت تعاون، معاونت تحقیقات، آموزش و ترویج وزارت تعاون